# Син кит
Синият кит (Balaenoptera musculus) е вид морски бозайник от семейство Ивичести китове (Balaenopteridae). Той е смятан за най-едрото животно на Земята.
Женските раждат по едно малко, което носят единадесет месеца в утробата си. То се ражда през средата на зимата и живее с майка си в топлите екваториални води. През лятото майката и малкото отплуват към полюсите в студените води, богати на храна. Новороденият кит достига седем метра, на една година достига до дължина 16 метра, на пет години – до 22 метра, а възрастните индивиди достигат до 30 – 33 метра дължина. Най-дългият е бил 33,58 метра. Периодът на бозаене е около 7 месеца. За това време малкото нараства до към 16 метра дължина и достига около 20 тона тегло. Средно на ден увеличава теглото си с 90 – 100 кг.
Китовете общуват с ултразвук, известен като ехолокация. Използват я, също така, за да си намират храна – излъчват ултразвук, който се отблъсква от плячката и се връща при кита под формата на ехо. Така те намират и поглъщат плячката си. Тежината на месото е около 56.5 тона до 66 тона в зависимост от животното. Най-често се среща само на двойки; единични екземпляри или по три животни заедно.
Когато се храни, той прекарва под вода повече от 30 минути. Дихателният канал е напълно отделен от устната кухина. При гмуркане достига до 70 – 80 метра дълбочина. Езикът му тежи около 4,7 тона. По коремната му страна има до 88 надлъжни бразди. Той е бозайник, но прилича на огромна риба. Месото на синия кит е годно за консумация. Като „рекорд“ от един син кит са добити-55 тона мас. Китът може да диша въздух на повърхността, но ако бъде изхвърлен от океана, би се задушил от собственото си тегло. Мъжките екземпляри достигат до 180 тона, а женските–170. Не е опасен за човека. Дори се смята, че тях по-скоро ги е страх от нас. Поради факта, че видът е застрашен, е забранено улавянето, извличането на мас и консумацията на месо от сините китове. В света съществуват около 5 – 6 хиляди кита.
Синият кит, подобно на много други едри китове, се храни с дребни животни, наречени крил.